# دائرة نقاد أفلام المرأة
دائرة نقاد أفلام المرأة (بالإنجليزية: Women Film Critics Circle) (WFCC) هي جمعية لنقاد السينما، والعلماء في الولايات المتحدة. تأسست في عام 2004، وكانت أول مجموعة نسائية من هذا النوع في البلاد. تضم 75 عضوًا من الولايات المتحدة، ودول أجنبية يشاركون في وسائل الإعلام المطبوعة، والإذاعية، والتلفزيونية، والإلكترونية.

## الجوائز
تقدم الدائرة جوائز سنوية، منذ عام 2004 للفئات التالية: (حتى عام 2019)
أفضل فيلم عن المرأة
أفضل فيلم من صناعة امرأة
أفضل امرأة في رواية القصص (جائزة سرد القصص)
أفضل ممثلة
أفضل ممثل
أفضل فيلم أجنبي من تأليف أو عن المرأة
أفضل فيلم وثائقي من تأليف أو عن المرأة
أفضل فيلم مساواة بين الجنسين
أفضل أنثى في فيلم صور متحركة
أفضل زوجين على الشاشة
جائزة أدريان شيلي لفيلم يعارض بشدة العنف ضد المرأة
جائزة جوزفين بيكر لأفضل تعبير عن المرأة ذات الخبرة الملونة في أمريكا
جائزة كارين مورلي لأفضل تمثيل لمكانة المرأة في التاريخ أو المجتمع، وبحث شجاع عن الهوية.
جائزة التمثيل والنشاط
جائزة الإنجاز مدى الحياة
جوائز لجنة التحكيم الخاصة بولين كايل 
أفضل امرأة غير مرئية (دعم أداء امرأة تم تجاهل تأثيرها الاستثنائي على الفيلم بشكل درامي أو اجتماعي أو تاريخي).
أفضل أبطال الحركة الإناث (قد يكون عملًا جماعيًا أو اجتماعيًا وليس عملًا جسديًا)
جائزة أسوأ شاشة لأم العام
قاعة WFCC للعار

## وصلات خارجية
https://wfcc.wordpress.com/ دائرة نقاد أفلام المرأة
https://www.cinemablend.com/new/Women-Film-Critics-Circle-Honors-Changeling-11246.html دائرة نقاد أفلام المرأة
https://www.upi.com/Entertainment_News/Movies/2021/03/08/women-film-critics-circle-awards/5491615170836/ دائرة نقاد أفلام المرأة